# Марион (Мисисипи)
Марион (енгл. Marion) град је у америчкој савезној држави Мисисипи.

## Демографија
По попису из 2010. године број становника је 1.479, што је 174 (13,3%) становника више него 2000. године.
| Група             | 2000.       | 2010.       |
| Белци             | 680 (52,1%) | 677 (45,8%) |
| Афроамериканци    | 598 (45,8%) | 717 (48,5%) |
| Азијати           | 4 (0,3%)    | 20 (1,4%)   |
| Хиспаноамериканци | 22 (1,7%)   | 45 (3,0%)   |
| Укупно            | 1.305       | 1.479       |